# Heesakker (Pelt)
Heesakker is een woonkern gelegen in de Belgische gemeente Pelt. Heesakker ligt ten zuiden van het dorpscentrum en kent een landelijk karakter. 
Centraal door Heesakker loopt de Breugelweg, de oude weg van Overpelt naar Breugel, het huidige Kleine-Brogel. Deze weg ligt al eeuwen op deze plaats. De vele boeren op de oude boerderijen van Heesakker gebruikten de weg als toegangsweg naar hun velden. Ook nu vindt men nog veel boerderijen op Heesakker.

## Bezienswaardigheden
- Sevensmolen, een molen uit 1754.
- Het Wandelpark Heesakkerheide werd aangelegd van 1969-1971. In 1961 wilde de gemeente hier ook een arboretum aanleggen, wat echter maar zeer gedeeltelijk tot stand is gekomen. Het park is gelegen op de westflank van de vallei van de Dommel en bestaat uit afwisseling van loof- en naaldbos. Het berken-eikenbos is het meest voorkomend. Een zeldzame plantensoort die men hier vindt is de rode bosbes.

## Diensten
In Heesakker bevindt zich het gehandicaptencentrum Sint-Oda.